# Richia madida
Richia madida är en fjärilsart som beskrevs av Achille Guenée 1852. Richia madida ingår i släktet Richia och familjen nattflyn. Inga underarter finns listade.